# Cose dell'altro mondo (film 1991)
Cose dell'altro mondo (Suburban Commando) è un film del 1991 diretto da Burt Kennedy con protagonista Hulk Hogan.

## Trama
Il guerriero interstellare Shep Ramsey è in missione per catturare il despota intergalattico Generale Suitor. Il generale ha rapito il sovrano planetario, il presidente Hashina. Shep sale a bordo dell'ammiraglia di Suitor ma non è in grado di salvare Hashina, che viene ucciso da Suitor, trasformatosi in un rettile mostruoso. Shep riesce a malapena a scappare, ma nel mentre fa saltare in aria la nave.
L'ufficiale superiore di Shep gli rinfaccia di essere "stressato". Infastidito, Shep distrugge accidentalmente i suoi sistemi di controllo ed è costretto a un atterraggio di fortuna sulla Terra, dove dovrà rimanere finché la sua astronave non si sarà riparata. Shep ha poca conoscenza delle usanze della Terra, e il suo carattere e il suo senso di giustizia causano problemi a tutti quelli che incontra, specialmente a un mimo.
Charlie Wilcox è un architetto volitivo che lavora per il servile e ipocrita Adrian Beltz. Sua moglie Jenny lo incoraggia senza successo a difendersi e dice a Charlie di chiedere a Beltz un aumento. Per dare una mano finanziariamente, mette in affitto il capannone degli hobby di Charlie come cabina per le vacanze, che viene occupato da Shep. L'aspetto e il comportamento di Shep rendono nervoso Charlie, che inizia a spiare il suo ospite. Presto egli scopre l'attrezzatura avanzata di Shep e inizia a sperimentarla, non sapendo che le fonti di energia sono tracciabili. La sua ubicazione viene monitorata dagli uomini di Suitor, che inviano una coppia di cacciatori di taglie intergalattici dietro a Shep. 
Shep ha bisogno anche di diversi cristalli rari per riparare la sua nave, i cui campioni più vicini possono essere trovati nell'ufficio di Beltz. Charlie aiuta Shep ad entrare nell'ufficio del suo capo durante una festa aziendale prima che i cacciatori di taglie li mettano all'angolo. Dopo aver vinto un furioso combattimento, Shep e Charlie tornano a casa per riparare la nave.
Dopo la sconfitta dei cacciatori di taglie, Suitor, scampato alla distruzione della sua nave, arriva sulla Terra. Prende in ostaggio la famiglia di Charlie, costringendolo a condurlo da Shep. Per proteggere Charlie e la sua famiglia, Shep decide di utilizzare una tattica "perdere per vincere" impostando l'autodistruzione della sua nave e arrendendosi a Suitor, in cambio del rilascio della famiglia Wilcox. Suitor inizia quindi a torturare Shep. Trovando il coraggio necessario, Charlie torna per aiutare Shep e ferisce Suitor, che poi si trasforma nella sua forma mostruosa. Fisicamente sconfitto, Shep stordisce Suitor con alcuni cavi elettrici, e lui e Charlie riescono a sfuggire all'esplosione della nave, che distrugge Suitor per sempre.
Shep lascia la Terra usando la nave dei cacciatori di taglie. Porta con sé la segretaria di Beltz, Margie, sperando in una vita familiare tranquilla. Charlie a sua volta è diventato più audace grazie alle sue esperienze; si presenta nell'ufficio di Beltz la mattina seguente, urlando al suo capo davanti a testimoni, e alla fine lascia il suo ingrato lavoro. Più tardi, Charlie risolve il suo ultimo problema usando una delle armi di Shep per distruggere un fastidioso semaforo che non cambiava mai al momento giusto, ricevendo applausi dagli altri automobilisti.

## Produzione
Il titolo originale del film doveva essere Urban Commando e gli interpreti Arnold Schwarzenegger e Danny DeVito. Dopo che questi ultimi accettarono di interpretare I gemelli, la New Line Cinema puntò su Hulk Hogan che era già stato protagonista del film Senza esclusioni di colpi.
Nel 1993 Alternative Software ha sviluppato un gioco per DOS, Amiga e Commodore 64 basato sul film.

## Distribuzione
Il film uscì nelle sale statunitensi il 4 ottobre 1991.

## Budget e accoglienza
Per la realizzazione del film è stato stanziato un budget di 11 milioni di dollari ed ha incassato 21.235.987 di dollari.